# Made-Up
Pour plus de détails, voir Fiche technique et Distribution.
Made-Up est une comédie dramatique américaine réalisée par Tony Shalhoub en 2002. Cette fiction a été écrite par sa belle-sœur Lynne à partir de son spectacle solo. Brooke, la femme du réalisateur et acteur, tient le rôle principal du film.

## Synopsis
Kate (Lynne Adams) a décidé de tourner un documentaire sur sa sœur Elizabeth (Brooke Adams), une ancienne actrice ayant atteint la cinquantaine. Son mari (Gary Sinise) l'a récemment quittée pour une femme plus jeune appelée Molly (Light Rand) et sa fille Sara (Eva Amurri), une apprentie esthéticienne, choisit alors de la relooker pour l'occasion. Mais un rendez-vous galant avec Max (Tony Shalhoub), propriétaire d'un restaurant, va quelque peu venir bouleverser cette transformation physique.

## Fiche technique
- Titre original : Made-Up
- Réalisation : Tony Shalhoub
- Scénario : Lynne Adams, d'après son spectacle solo
- Musique : Michael Wolff
- Décors : Mirian Feldman
- Costumes : Lisa Lesniak
- Photographie : Gary Henoch
- Montage : Michael Matzdorff
- Production : Brooke Adams, Lynne Adams et Mark Donadio
- Sociétés de production : Sister Films LLC
- Sociétés de distribution : Riverbend Entertainment
- Pays d’origine :  États-Unis
- Langue originale : anglais
- Format : couleur — 35 mm — son stéréo
- Genre : comédie dramatique
- Durée : 96 minutes
- Dates de sortie : 
  - États-Unis : 1er mars 2002 (Festival du film de Santa Barbara)
  - New York : 23 janvier 2004

## Distribution
- Brooke Adams : Elizabeth
- Lynne Adams : Kate
- Eva Amurri : Sara
- Kalen Conover : Chris
- Light Rand (créditée sous le nom de Light Eternity) : Molly
- Jim Issa : Eli
- Lance Krall : Simon
- Tony Shalhoub : Max
- Gary Sinise : Duncan
- Susan Shalhoub Larkin : La mère d'Eli
- Brian Robel : Un étudiant en classe de vidéo
- Michael Shalhoub : Un serveur
- Jill Weiner : Un deuxième étudiant en classe de vidéo
- Melissa Clay Weir : Une serveuse

## All Downhill from Here
Entre 2015 et 2017, le film connaît une suite sous la forme d'une web-série de vingt-cinq épisodes diffusée sur YouTube. 